# Knocknarea
Knocknarea (/nɒknəˈreɪ/; gaèlic irlandès: Cnoc na Riabh) és un turó a l'oest de la ciutat de Sligo, capital del Comtat de Sligo, a la república d'Irlanda.
El turó té una altitud de 327 metres i està format de roca calcària. La seva aparença monolítica i la seva posició prominent a la península de Cúil Irra fa que sigui visualment cridaner.
La que es creu que és la tomba de la reina Maebh de Connacht es troba al cim del turó. És un cairn d'uns 55 metres de llargada i 10 metres d'alçada.

## Nom
Knocknarea és una anglicització d'un nom irlandès. "Knock" significa turó, però l'etimologia de la resta del nom és incerta.

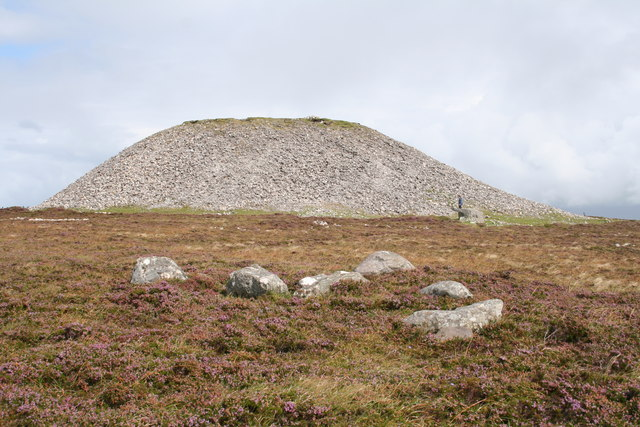
El cairn de la reina Meabh al cim del Knocknarea